# Carolina Correa
Carolina Correa est une gardienne internationale colombienne de rink hockey. 

## Palmarès
En 2016, elle participe au championnat du monde.